# Aurora (Suriname)

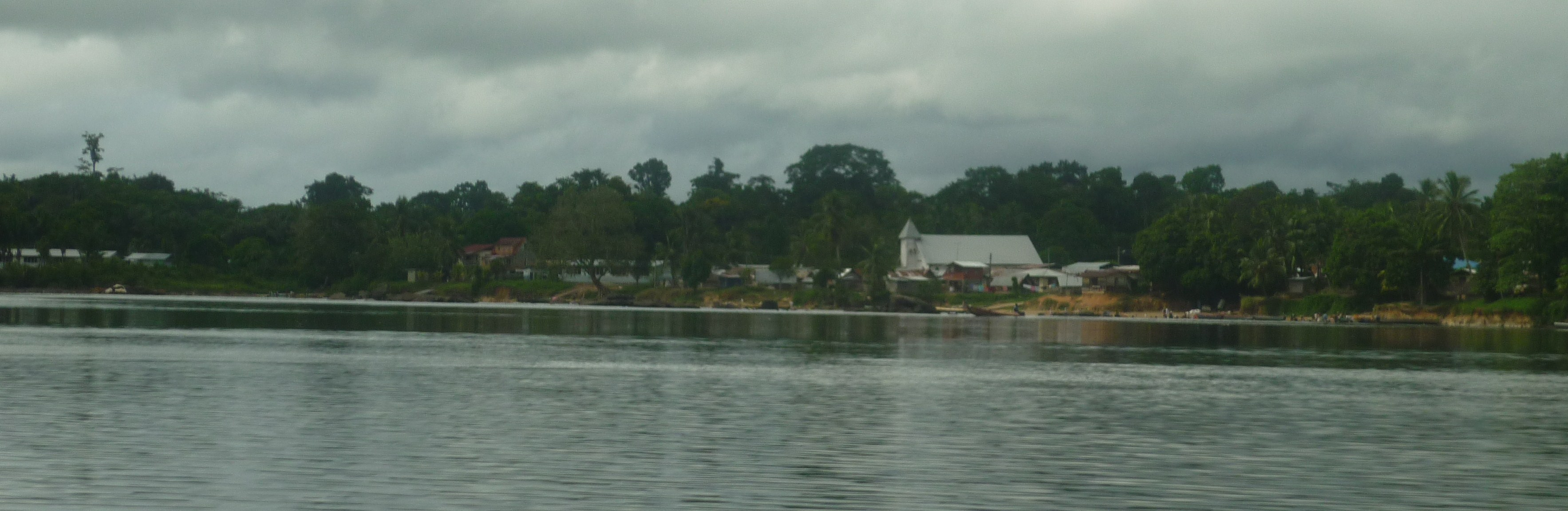
Aurora vanaf de rivier

Aurora is een klein traditioneel dorp in Suriname, het gaat over in het dorp Nieuw-Aurora. Aurora ligt stroomopwaarts ten opzichte van Nieuw-Aurora aan de Boven-Surinamerivier, op 71 meter boven zeeniveau. In Aurora is een kerk en een school. In Ladouanie, vlak naast Aurora, is een medische post en de Ladouanie Airstrip.

## Aurora

### Rechtsbescherming
In 1980 werd door de International Labour Organization beslist dat inheemse bevolkingsgroepen hun eigen land en rechtspraak mogen behouden. Dit betreft ongeveer 30% van Suriname. De inheemse bevolking mag wonen op het land waar hun voorouders vroeger werkten.
Aurora is een traditioneel dorp bewoond door acht families. Iedere familie heeft een eigen stuk grond waarop ze de benodigde hutten of huisjes bouwen. Mocht er geen ruimte meer zijn, dan wordt er buiten Aurora gebouwd, zo is Nieuw-Aurora ontstaan. De bewoners zijn Samarracaanse marrons, zij stammen af van gevluchte slaven. De bewoners willen absoluut niet gefotografeerd worden tenzij uitdrukkelijk toestemming wordt gegeven.

### Burgemeester
De kapitein heet Bernard. Zijn gebied heeft ruim 6000 inwoners, inclusief de bewoners van Aurora. Hij was in 2011 veertig jaar en had toen twee vrouwen van 25 en 27 jaar. Zijn opvolger zal volgens hun traditie een man zijn uit de familie van zijn eerste vrouw. Zijn oom heet Reinier, hij wordt meester genoemd omdat hij dertig jaar les gaf. Samen bedachten zij het plan om van Anaula een resort te maken.

### Kerk
In het oude dorp staat nu een stenen kerk van de Evangelische Broedergemeente Suriname (EBGS) op de plaats waar vroeger een houten kerk stond. Naast de kerk staat een zuiltje waarop aangegeven is tot hoe hoog het water kwam tijdens de overstroming op 7 mei 2006. Het hele dorp stond toen ruim een meter onder water.

### School
Aurora heeft lagere school. Alle kinderen die een lagere school in Suriname bezoeken, dragen een uniform: een spijkerbroek en een groen-witte blouse. De kinderen worden op kosten van de overheid met een korjaalboot uit hun dorpen opgehaald en teruggebracht. In het binnenland zijn bijna geen middelbare scholen, kinderen die hier wonen moeten dan naar een internaat in Paramaribo. Sinds 2012 is er op een half uurtje varen in de wijk Atjoni van het dorp Pokigron een openbare school voor Voortgezet Onderwijs Junioren. Leerlingen kunnen er MULO volgen of Lager Beroepsonderwijs. Aan deze school is ook een internaat verbonden zodat ook leerlingen van dieper in het binnenland daar terecht kunnen.

### Kostgronden

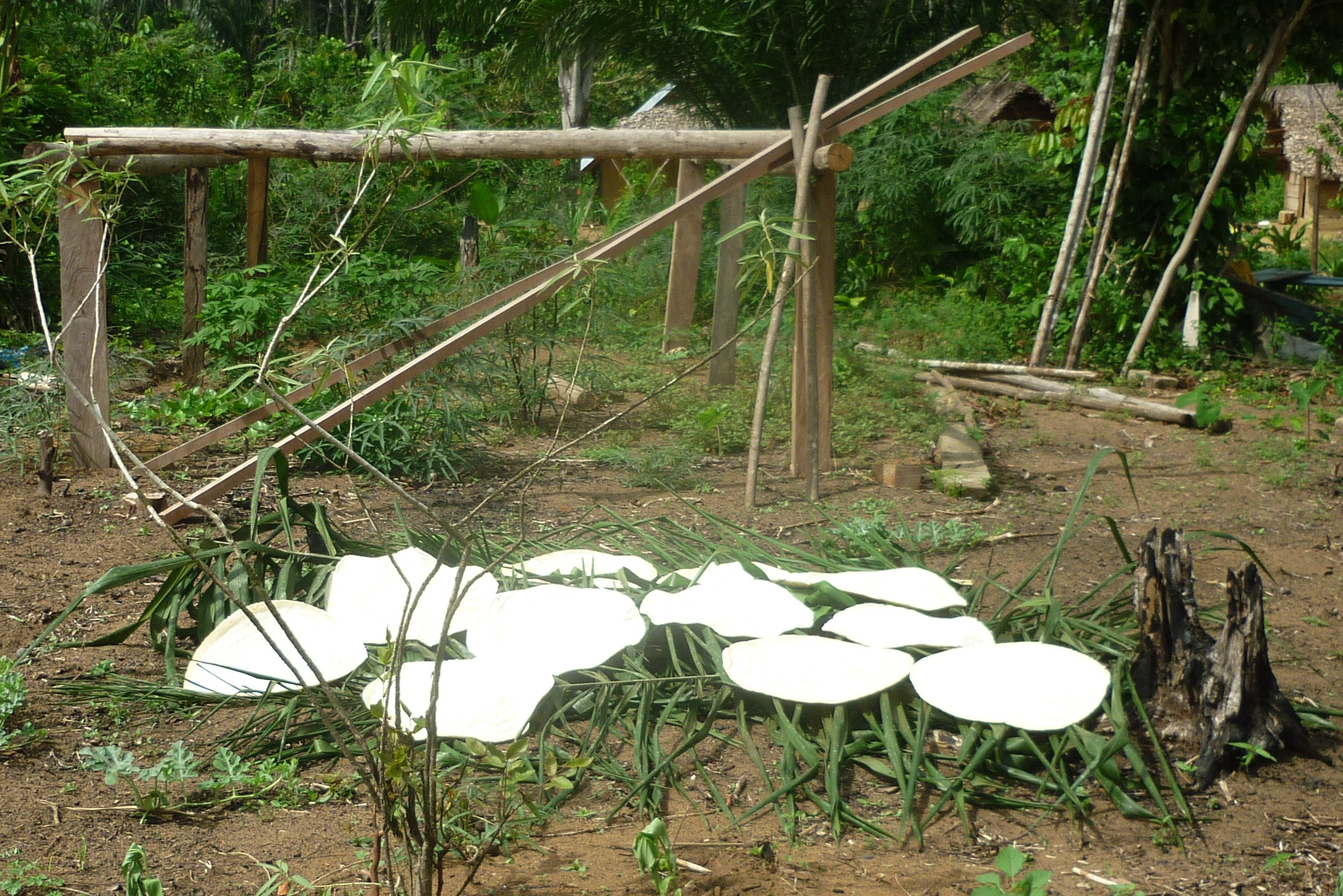
Cassavebrood wordt in de zon gedroogd

Ieder gezin heeft een eigen stukje grond dat kostgrond wordt genoemd. De kapitein keurt goed als een familie van zijn dorp een nieuw stuk kostgrond wil hebben. In het dorp wordt daarop groente verbouwd, vooral watermeloen, cassave, kousenband en soms wat ananas. Ook kan een gezin een kostgrond buiten het dorp krijgen. Dat stuk moet dan eerst door de man kaalgekapt worden waarna hij het hout verbrandt. Dan moet de vrouw het onkruid weghalen en watermeloen planten. De eerste oogst kan al na enkele maanden op de markt verkocht worden en van de opbrengst wordt cassave geplant. Bananenbomen komen er spontaan, want die verspreiden zichzelf ondergronds, waardoor ze de brand overleefden. Na enkele jaren is de grond niet meer vruchtbaar genoeg en wordt een andere kostgrond geprepareerd. De oude kostgrond wordt dan weer snel door het oerwoud overwoekerd.
Aangezien cassave gemakkelijk groeit, zeer voedzaam is en gedroogd jarenlang bewaard kan worden, wordt dit veel verbouwd. Er worden platte ronde broden van gemaakt, die op open vuur gebakken worden. Daarna worden ze op een struik gelegd om in de zon te drogen. Gedroogd kunnen ze enkele jaren bewaard worden.

## Galerij

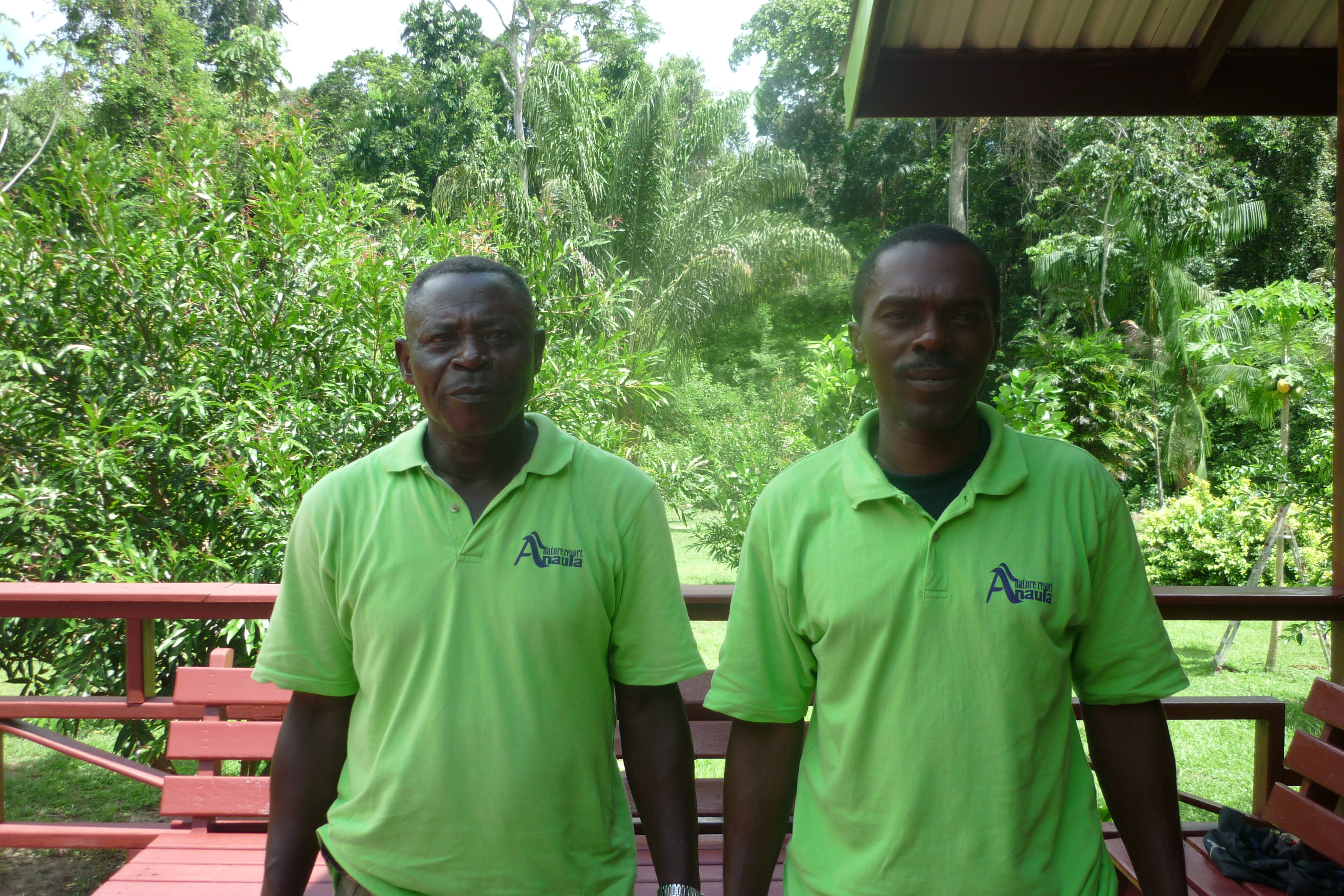
Meester en kapitein
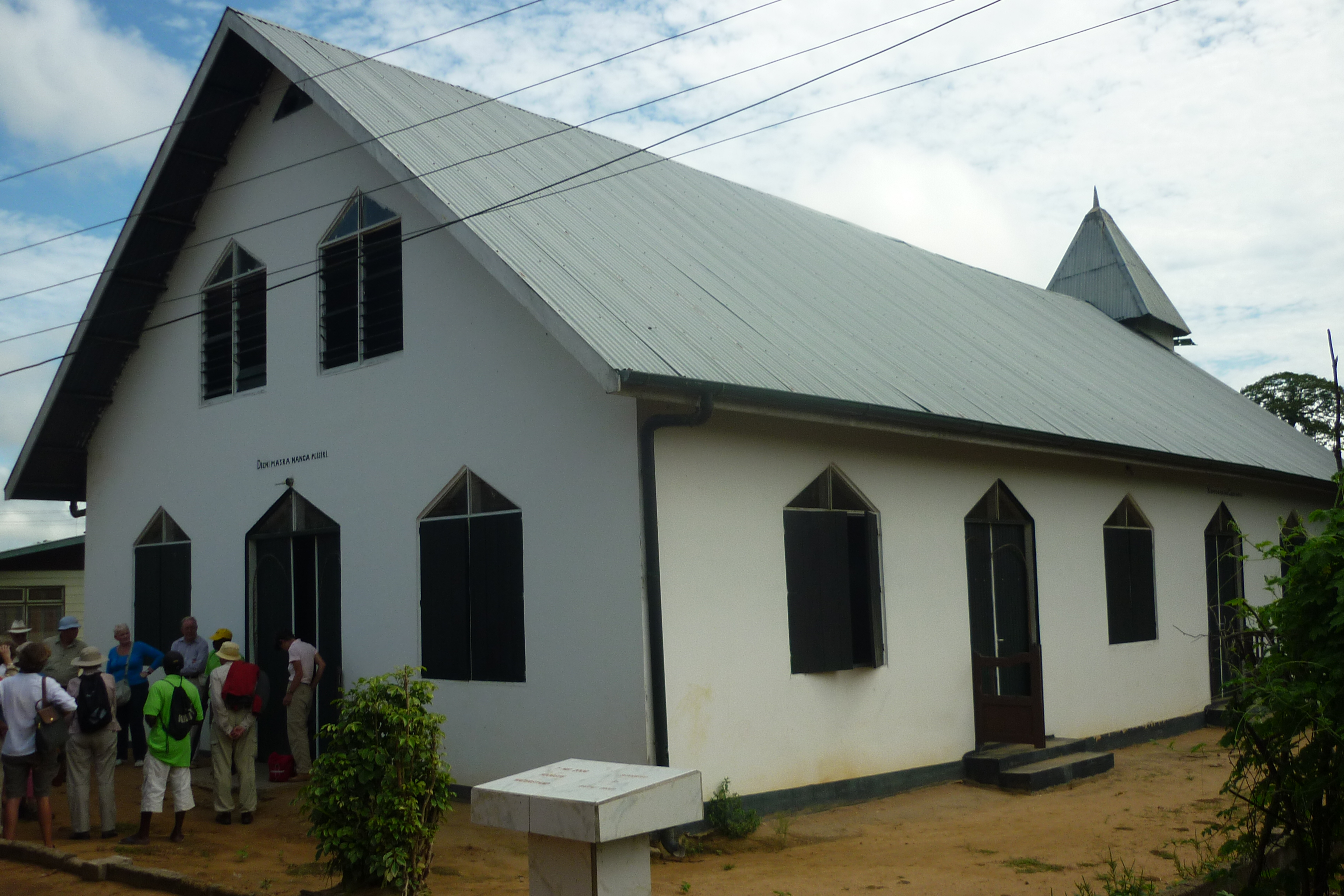
Kerk
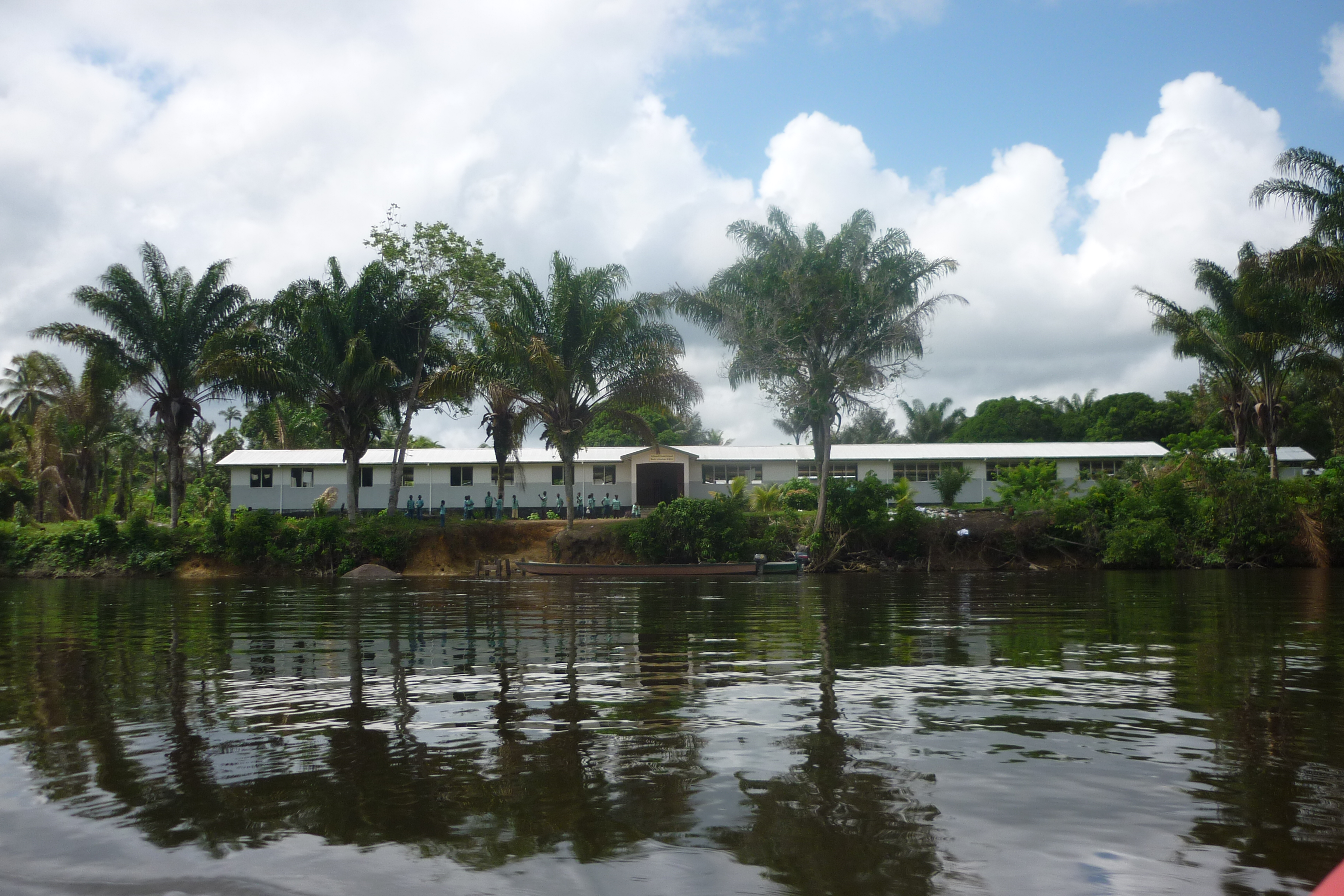
School
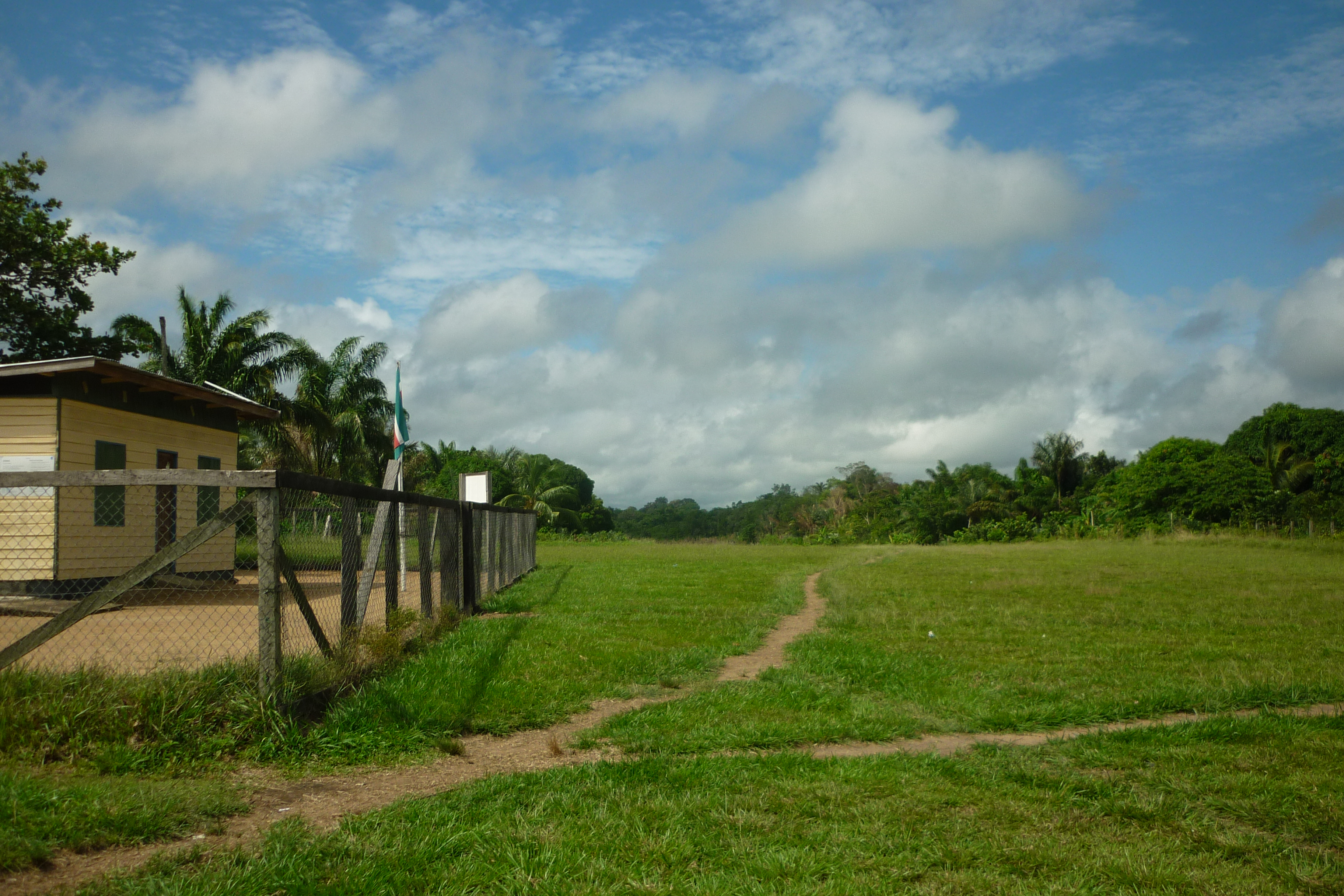
Vliegveld Ladoani met wachthuisje

Abenaston · Adawai · Akisiaman · Akwaukondre · Amakakondre · Asenbaso · Asidonhopo · Aurora · 
Begoeba · Begoon · Bekiokondre · Bendikwai · Bendiwata · Biudoematoe  · Bofokoele · Botopasi ·
Dan · Dangogo · Daume · Debikè · Deboo · Djemongo · Djoemoe · Duwatra ·
Foetoenakaba · Gingiston · Goddo · Godowatra · Goejaba · Gran Slee · Grantatai · Gunsi ·
Heikoenoenoe · Jawjaw ·
Kaajapati · Kajana · Kambaloea · Kampoe · Koonoo · Kuututen ·
Ladouanie · Lespansi · Ligorio · Malobi · Malroseekondre · Masiakriki · Moitori ·
Nazaleti · Nieuw-Aurora · Padalafanti · Pambo Oko · Pikin Slee · Pingpe · Pokigron ·
Saloebanga · Semoisi · Soolan · Stonhoekoe · Tjaikondre · Toemaripa · Toetoeboeka